# 聚集經濟
聚集經濟，又稱為聚集經濟效應、集聚效應、群聚效應等，是一個建立在規模經濟和網路外部性間的學說。這個詞是用來形容在一個地區之上，許多相同亦或不同類型的產業聚集後，會因為空間上的集中而獲得好處。
例如：工業區設立後，各種產業共用公共設施，節省成本。汽車生產工廠設於某地後，相關零組件廠商設於該工廠旁，以降低運輸成本及時間。矽谷電腦產業，底特律汽車產業，日本歌舞伎町、香港的波鞋街、旺角花墟等等。

## 另見
- 供應鏈
- 產業聚落
- 馬太效應
- 城市化